# Blepharicera micheneri
Blepharicera micheneri is een muggensoort uit de familie van de Blephariceridae. De wetenschappelijke naam van de soort is voor het eerst geldig gepubliceerd in 1959 door Alexander.